# Schinus velutinus
Schinus velutinus là một loài thực vật có hoa trong họ Đào lộn hột. Loài này được (Turcz.) I.M. Johnst. miêu tả khoa học đầu tiên năm 1938.